# 山梨中央銀行女子バレーボール部
山梨中央銀行女子バレーボール部は、山梨県を拠点に活動している日本のアマチュアバレーボールチーム。山梨中央銀行の実業団チームで、中央市にある自社の体育館で練習を行っている。

## 概要
1982年に9人制バレーボールチームとして創部。全日本9人制総合選手権では優勝1回・準優勝3回、全日本9人制実業団選手権では優勝2回・準優勝4回を誇っている。また、国民体育大会かいじ国体では同チーム主体で結成された山梨県代表として優勝している。
2010年を最後に9人制バレーボールが国体競技から除外されたため、9人制の体制そのままに6人制のバレーボールチームを作り、山梨県代表として2012年のぎふ清流国体や2014年の長崎がんばらんば国体に出場している。なお、9人制チームも2015年に設立された全日本9人制トップリーグに参戦している。
2017年より6人制バレーボールのアマチュアチームに一本化し、全国6人制リーグに参戦。2018年と2019年に連覇を達成し、2023年に3度目の優勝を達成している。
2024年にはSAGA2024国スポに山梨県代表として単独チームで出場し、準々決勝でKUROBEアクアフェアリーズ富山単独チームの富山県代表、3位決定戦でフォレストリーヴズ熊本単独チームの熊本県代表に勝利し3位入賞を果たした。
6人制バレーボール完全移行後も実業団チームとしての体裁を維持しており、V.LEAGUEへの参入予定はない。

## 主な成績
山梨中央銀行女子バレーボール部としての実績のみ記載。山梨県代表として出場した国民体育大会の記録は除外する。

### 9人制バレー
全日本9人制総合選手権
優勝 1回 - 1989年
全日本9人制実業団選手権
優勝 2回 - 1986年、1987年

### 6人制バレー
全国6人制リーグ総合男女優勝大会
優勝 4回 - 2018年度、2019年度、2023年度、2024年度
全日本6人制クラブカップ女子選手権大会
優勝 1回 - 2023年

## 在籍していた主な選手
- 松尾奈津子